# Ekspedytor
Ekspedytor – pracownik dokonujący w przedsiębiorstwie przewozowym wysyłki towarów i rzeczy oraz przygotowuje, wysyła i rozlicza dokumentację ekspedycyjną.